# Deleni (okręg Suczawa)
Deleni – wieś w Rumunii, w okręgu Suczawa, w gminie Pârteștii de Jos. W 2011 roku liczyła 622 mieszkańców. 